# Кармадонова Ганна Костянтинівна
Ганна Костянтинівна Кармадонова (нар. 12 листопада 1956, Макіївка, Донецька область) — українська дипломатка. Генеральний консул України у місті Шанхай, КНР (2006—2009).

## Життєпис
Народилася Ганна Кармадонова 12 листопада 1956 року у місті Макіївка на Донеччині. У 1979 році закінчила Київський державний університет ім. Т. Шевченка, біолог-генетик, викладач біології та хімії, у 1998 році — Дипломатичну академію України при МЗС України, магістр зовнішньої політики; кандидат біологічних наук.
З 1979 року працювала інженером відділу біофізики та радіобіології, потім — аспірант відділу за спеціальністю «радіобіологія», інженер, старший інженер відділу фізіології та екології фотосинтезу Інституту фізіології рослин та генетики АН УРСР.
У 2000—2004 рр. — Начальник Управління Загального секретаріату Міністерства закордонних справ України;
У 2004—2006 рр. — Радник-посланник Посольства України в Китаї;
У 2006—2009 рр. — Генеральний консул України в Шанхаї (КНР);
У 2009—2012 рр. — Посол з особливих доручень Міністерства закордонних справ України.